# Burn (album, Deep Purple)
Burn je osmé studiové album anglické hard rockové skupiny Deep Purple a zároveň první studiové album sestavy Mark III. Vyznačuje se větším příklonem k blues a změnou textových témat, zároveň však zachovává všechny typické atributy hudby Deep Purple, které nastavila předchozí sestava Mark II. Deska získala už ve své době velmi pozitivní hodnocení jak od kritiky, tak ze strany fanoušků a dodnes je hodnocena jako jeden z nejvýraznějších počinů skupiny. 

## Historie
Po konci turné k předcházející desce Who Do WeThink We Are odešel ze skupiny dosavadní zpěvák Ian Gillan a společně s ním byl vyhozen i baskytarista Roger Glover, který se stal obětí vnitřních rozbrojů ve skupině. Zakládající trio Ritchie Blackmore, Jon Lord a Ian Paice se rozhodlo pokračovat s novými hudebníky a více se přiklonit k blues. Jako první se ke skupině připojil Glenn Hughes z kapely Trapeze, kde kromě hry na baskytaru také zpíval a chtěl stejnou úlohu zastávat i v Deep Purple. Blackmore měl však na tento post vyhlédnutého zpěváka Paula Rodgerse. Ten nad nabídkou uvažoval, nakonec však dal přednost vlastní kapele Bad Company, kterou v té době založil. Deep Purple proto vyhlásili konkurz na post zpěváka. Jejich volba padla na neznámého prodavače obuvi ze severní Anglie Davida Coverdalea. Angažmá tohoto zpěváka vzbudilo v té době velký zájem médií a pomohlo nastartovat Coverdaleovu kariéru, která úspěšně pokračovala i po jeho odchodu z Deep Purple. Společně s Glennem Hughesem se k oboustranné spokojenosti dohodli, že se budou ve zpěvu střídat, což mělo vokální výkon výrazně posunout od dob, kdy měla skupina pouze jednoho zpěváka.
Nová sestava nahrála své první album během jediného měsíce ve švýcarském Montreux, kde před dvěma lety došlo ke slavnému požáru kasina, jež dal vzniknout textu Smoke On The Water. Opět použili "Mobile", tedy mobilní nahrávací studio Rolling Stones. Změna nastala u autorství jednotlivých skladeb, jako autoři byli uváděni pouze ti, kteří se reálně na vzniku konkrétní písně podíleli. Byl tak opuštěn předchozí model uvádějící jako autory všechny členy. Stalo se tak na naléhání Ritchieho Blackmorea. Reálně to však mnoho nezměnilo, protože na většinu písní větší či menší měrou přispívali všichni členové. Pouze Glenn Hughes nebyl na prvním vydání alba uveden jako autor kvůli smluvním záležitostem. Deska vyšla v polovině února roku 1974.

## Obal
Obal alba Burn navazoval na výrazné výtvarné motivy svých předchůdců. Tentokrát společnost Nesbitt, Phipps & Frome (navrhující též ikonický obal desky In Rock) vytvořila výjev s pěti svíčkami ve tvaru hlav jednotlivých členů skupiny. Rozžehnuté svíčky stojí na temném pozadí, zčásti je zahaluje fialovo-růžová mlha a výjev doplňuje název alba vyvedený v podobě plamenů. Motiv se již tradičně opakuje i na zadní straně, kde svíčky dohořely a nad nimi se dýmu jako duchové vznášejí portréty členů kapely. Na rozdíl od svých předchůdců nebylo album Burn rozkládací. 

## Obsah
Obsah a povahu alba nejlépe ilustrují jeho dva největší hity. Tím prvním je titulní píseň Burn (teprve druhá eponymní skladba Deep Purple). Tvrdá šestiminutová skladba založená na chytlavém kytarovém riffu, zběsilých bicích a ozdobena dvěma sóly představuje klasický styl a zvuk Deep Purple, který se definoval na předcházejících deskách. Zároveň zachycuje celou kapelu při podstatně živější a zapálenější produkci než na poněkud mdlé předcházející desce. Zejména to platí o Blackmoreovi, jehož hra byla na albu Who Do We Think We Are dost netečná. Burn se zároveň stala zahajovací písní většiny koncertů sestavy Mark III.
Protipólem titulní skladby a zároveň druhým signifikantním songem alba je hit Mistreated. Pomalé a drsné blues založené na temné kytarové vyhrávce nejlépe dokumentuje možnosti kapely s novým zpěvákem Davidem Coverdalem. Zatímco Burn by mohla bez výraznějšího rozdílu hrát předcházející sestava Mark II, Mistreated je svým stylem dokonale uzpůsobena na ostřejší Coverdaleův hlas. Podobně laděna je i další píseň Might Just Take Your Life nebo Sail Away.
Zpěvák vnesl nový prvek i do psaní textů. V jeho písních se objevuje motiv opuštěného tuláka, smutek nebo rozčarování. Tyto prvky tvoří protiklad oproti konvenčnějším textům z pera Iana Gillana, v nichž se naopak častěji vyskytoval humor nebo sarkasmus (výjimkou je smutná balada When A Blind Man Cries).
Písně Lay Down, Stay Down a What’s Going On Here nabízejí konvenčnější zvuk a zpracování, druhou jmenovanou stvořila kapela spíše pro zábavu, což odpovídá jejímu lehkému tónu. Vyznačenému schématu se vymyká pouze funková You Fool No One. Celé album uzavírá instrumentální A 200. V době nahrávání byla natočena i další instrumentálka se zvláštním názvem Coronarias Redig, na album se však nedostala.

## Ohlasy a přijetí
Album si již tradičně vedlo v hitparádách dobře, v britské obsadilo třetí místo a v americké deváté. Představovalo tak skvělé uvedení nové sestavy a prokázalo její životaschopnost. Vzhledem k tomu, že sestava Mark III hrála jen málo skladeb sestavy předchozí, stalo se Burn základním kamenem jejích koncertů, během nichž předvedla téměř všechny jeho písně živě, což dříve nebývalo pravidlem.
Pozitivně desku hodnotí i samotní členové, například Ritchie Blackmore ji řadí mezi své oblíbené.
Po návratu sestavy Mark II v roce 1984 už skladby z Burn na koncertech nezněly, protože zpěvák Ian Gillan je odmítal zpívat. Ritchie Blackmore pouze během svých improvizací občas hrál ústřední riff titulní skladby. Během krátkého intermezza, kdy byl zpěvákem kapely Joe Lynn Turner z Rainbow, se některé písně do koncertního setlistu vrátily.
Skladbu Mistreated naopak hrála později jak Blackmoreova kapela Rainbow, Glenn Hughes, tak Coverdaleův Whitesnake.

## Odkaz
Album Burn je poslední deskou Deep Purple v sedmdesátých letech, která představuje všech pět členů ve vrcholné formě a spolupráci a zároveň zachovává všechny typické atributy jejich hudby. Následující album Stormbringer už neslo výrazné soulové a funkové prvky, spolupráce muzikantů vázla, což se na výsledku projevilo.

## Seznam skladeb
| LP strana 1 | LP strana 1               | LP strana 1                               | LP strana 1 |
| Pořadí      | Název                     | Autor                                     | Délka       |
| ----------- | ------------------------- | ----------------------------------------- | ----------- |
| 1.          | Burn                      | Blackmore, Coverdale, Hughes, Lord, Paice | 6:00        |
| 2.          | Might Just Take Your Life | Blackmore, Coverdale, Hughes, Lord, Paice | 4:36        |
| 3.          | Lay Down, Stay Down       | Blackmore, Coverdale, Hughes, Lord, Paice | 4:15        |
| 4.          | Sail Away                 | Blackmore, Coverdale                      | 5:48        |

| LP strana 2 | LP strana 2          | LP strana 2                               | LP strana 2 |
| Pořadí      | Název                | Autor                                     | Délka       |
| ----------- | -------------------- | ----------------------------------------- | ----------- |
| 5.          | You Fool No One      | Blackmore, Coverdale, Hughes, Lord, Paice | 4:47        |
| 6.          | What’s Goin’ On Here | Blackmore, Coverdale, Hughes, Lord, Paice | 4:55        |
| 7.          | Mistreated           | Blackmore, Coverdale                      | 7:25        |
| 8.          | ‘A’ 200              | Blackmore, Lord, Paice                    | 3:51        |

| Bonusové skladby na znovuvydaném CD k 30. výročí alba | Bonusové skladby na znovuvydaném CD k 30. výročí alba | Bonusové skladby na znovuvydaném CD k 30. výročí alba | Bonusové skladby na znovuvydaném CD k 30. výročí alba |
| Pořadí                                                | Název                                                 | Autor                                                 | Délka                                                 |
| ----------------------------------------------------- | ----------------------------------------------------- | ----------------------------------------------------- | ----------------------------------------------------- |
| 9.                                                    | Coronarias Redig (2004 remix)                         | Blackmore, Lord, Paice                                | 5:30                                                  |
| 10.                                                   | Burn (2004 remix)                                     | Blackmore, Coverdale, Hughes, Lord, Paice             | 6:00                                                  |
| 11.                                                   | Mistreated (2004 remix)                               | Blackmore, Coverdale                                  | 7:28                                                  |
| 12.                                                   | You Fool No One (2004 remix)                          | Blackmore, Coverdale, Hughes, Lord, Paice             | 4:57                                                  |
| 13.                                                   | Sail Away (2004 remix)                                | Blackmore, Coverdale                                  | 5:37                                                  |

## Obsazení
- David Coverdale – zpěv
- Ritchie Blackmore – kytara
- Glenn Hughes – baskytara, zpěv
- Jon Lord – klávesy
- Ian Paice – bicí